# Stellarton (Nova Escócia)
Stellarton é um município localizado na província da Nova Escócia, no leste do Canadá.  Sua população é de 4,208 habitantes.